# Kdegames

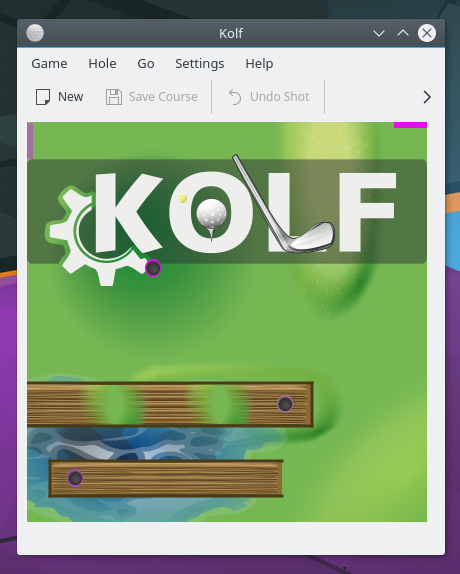
Kolf, um dos jogos disponíveis no pacote Kdegames

O Kdegames é um pacote com jogos desenvolvido para o gerenciador de janelas KDE. 
É composto de cinco pacotes menores: kdegames, kdegames-arcade, kdegames-board, kdegames-tactic e kdegames-card.

## Lista de jogos

### kdegames
- KPatience - Jogos no estilo Paciência
- Minesweeper - Campo minado
- knetwalk

### kdegames-arcade
- KAsteroids - Clone do jogo Asteroids
- KBounce
- KFoulEggs
- KGoldRunner
- Kolf - Jogo de golfe
- KSirtet - Tetris
- KSmileTris - Variação do Tetris
- KSnake
- KSpaceDuel
- KTron
- KTuberling

### kdegames-board
- KBackgammon
- KBattleship
- KBlackBox
- KenolabA
- Shisen-Sho - Jogo no estilo Mahjong
- KWin4

### kdegames-tactic
- KAtomic - Clone do jogo Atomix
- KJumpingCube
- KLines
- Klickety
- Konquest
- KSameGame
- KSokoban

### kdegames-card
- KPoker
- Lt. Skat